# Benzin i blodet
Benzin i blodet er en dansk dokumentarfilm fra 1999 instrueret af Martin Laungaard efter eget manuskript.

## Handling
Det er nat på en afsides vej et sted i København. Natteluften er tyk af benzinos. Hver weekend dyster en flok lidenskabelige bilejere med deres overtunede biler om, hvem der er hurtigst på 200 meter. »Benzin i blodet« følger den 21-årige Martin Sørensen, der spenderer det meste af sit liv og alle sine penge på sin hjemmelavede folkevognsbuggy. Martin vil gerne optages i den mere seriøse amerikanerbilklub, Private Racers, der også kører væddeløb på offentlig vej. Vil Martin bestå optagelsesritualet?